# SOUL SHADOWS
「SOUL SHADOWS」（ソウル・シャドウズ）は、1982年8月1日に発売されたシャネルズ（後のラッツ&スター）の4枚目のアルバム。

## 解説
- M-6『もしかして I LOVE YOU.』では、当時アマチュアだった鈴木聖美が参加している。
- 1982年10月1日にシャネルズ初のCDとしてCDリリースされた。
- 1995年にCD選書にて復刻された。

## 収録曲
作詞：田代マサシ（特記以外）　全作曲：鈴木雅之　全編曲：シャネルズ・村松邦男
1. 憧れのスレンダー・ガール
2. Yeah! Yeah! Yeah!
3. マイ・シュガー・ベイビー
  - 作詞：麻生麗二
4. パシフィック（夏は罪つくり）
  - リードボーカルは田代マサシ。
5. 渚のスーベニール
  - 憧れのスレンダー・ガール」のB面曲。
6. もしかして I LOVE YOU.
7. ミッドナイト・ベイ・ブルース
  - 作詞：麻生麗二
  - 「もしかして I LOVE YOU.」のB面曲。
8. サマー・ホリデー
9. マイ・ラブ
  - リードボーカルは佐藤善雄と鈴木雅之。桑野信義はフルートを演奏。
10. 恋は命がけ
  - リードボーカルは久保木博之。
11. Forever Together
  - 作詞：麻生麗二
12. Soul Shadows (a-cappella)